# Canutus Alfving
Canutus Alfving, född 7 oktober 1655 i Kimstads socken, död 10 december 1730 i Björkebergs socken, var en svensk präst.

## Biografi
Canutus Alfving föddes 7 oktober 1655 i Kimstads socken. Han var son till bonden Per i Alfvestad. Alfving studerade i Linköping och blev 1686 vid Lunds universitet. Han blev 1689 kollega i Norrköping och prästvigdes 23 mars 1694 till komminister i Östra Eds församling. Alfving blev 16 december 1703 kyrkoherde i Björkebergs församling. Han avled 10 december 1730 i Björkebergs socken och begravdes 22 december av domprosten Andreas Olavi Rhyzelius.
Ett porträtt av Alfving finns bevarat i Björkebergs kyrka.

### Familj
Alfving gift sig 21 juni 1691 med Rebecca Andersdotter Gelsenius (1669–1749). Hon var dotter till en borgare i Norrköping. De fick tillsammans barnen Magdalena (född 1692), kyrkoherden Per Alfving (1697–1749) i Skällviks församling, Carl (1700–1759), Margareta och kyrkoherden Nathanael Alfving (1707–1762) i Björkebergs församling.